# 高倉屋敷
高倉屋敷（たかくらやしき）は、享保年間に将軍徳川吉宗によって江戸の八重洲河岸（現在の東京都千代田区丸の内）に設置された教学機関。高倉屋敷は町奉行支配とされた。本項では同じく町奉行支配とされた深川・麹町・麻布の三教授所についても述べる。

## 設置と講座
徳川吉宗は幕臣への学問奨励のため林信篤と室鳩巣にそれぞれ昌平坂の聖堂と八重洲河岸の高倉屋敷で開講するよう命じた。吉宗の命を受け、高倉屋敷は享保4年（1719年）11月に和田倉門外八重洲河岸堀端に経書の講座として開設された。
講義を行ったのは室鳩巣のほか、木下菊潭（寅亮）や土肥元成などである。

## 各地の教授所
深川、麹町、麻布には町奉行支配の下賜金や町屋敷からの取立金が与えられた教授所があった。

### 深川教授所
享保8年（1723年）に本所御船蔵裏に住む浪人儒者が町奉行所に土地の拝借を願い出て開設されたもので毎年学校費用も給された。会輔堂という塾名があった。

### 麹町教授所
寛政3年（1791年）に開塾していた浪人儒者に対して町奉行所が麹町善国寺谷の土地を貸与して開設されたもので、町屋敷からの収金が学校費用として下された。

### 麻布教授所
天保4年（1833年）に麻布古川町の林家が拝領した屋敷が、鯖江藩の儒者に貸与され開設された。